# ジャガッジャヤ・マッラ
ジャガッジャヤ・マッラ（Jagajjaya Malla、? - 1736年）は、ネパール、カトマンズ・マッラ朝の君主（在位：1722年 - 1736年）。

## 生涯
1722年、王であるバースカラ・マッラが死亡し、プラターパ・マッラの末子マヒーパテーンドラ・マッラの外孫であるジャガッジャヤ・マッラが王位を継承した。
1725年、パタンを支援するゴルカ王国に対抗するため、バクタプル王ラナジット・マッラと結んで、パタンを孤立させた。だが、数日後にパタン王ヨーガプラカーシャ・マッラと談合し、バクタプルを孤立させた。
1736年、ゴルカ王ナラ・ブーパール・シャハはカトマンス領ヌワコートを攻めた。だが、三都マッラ朝の連合軍はゴルカを破って撃退することに成功した。そのため、ゴルカはカトマンズ、バクタプルに使節を派遣し、ナラ・ブーパールはラナジットと、ゴルカ王太子のプリトビ・ナラヤン・シャハはカトマンズ王太子のジャヤプラカーシャ・マッラと盟友関係を結んだ。
同年、ジャガッジャヤはこうした情勢の中で死亡した。彼にはジャヤプラカーシャ、ラージャプラカーシャ、ナレーンドラプラカーシャの三人の息子がいたが、長男のジャヤプラカーシャが王位を継承した。